# Aldeias do Xisto

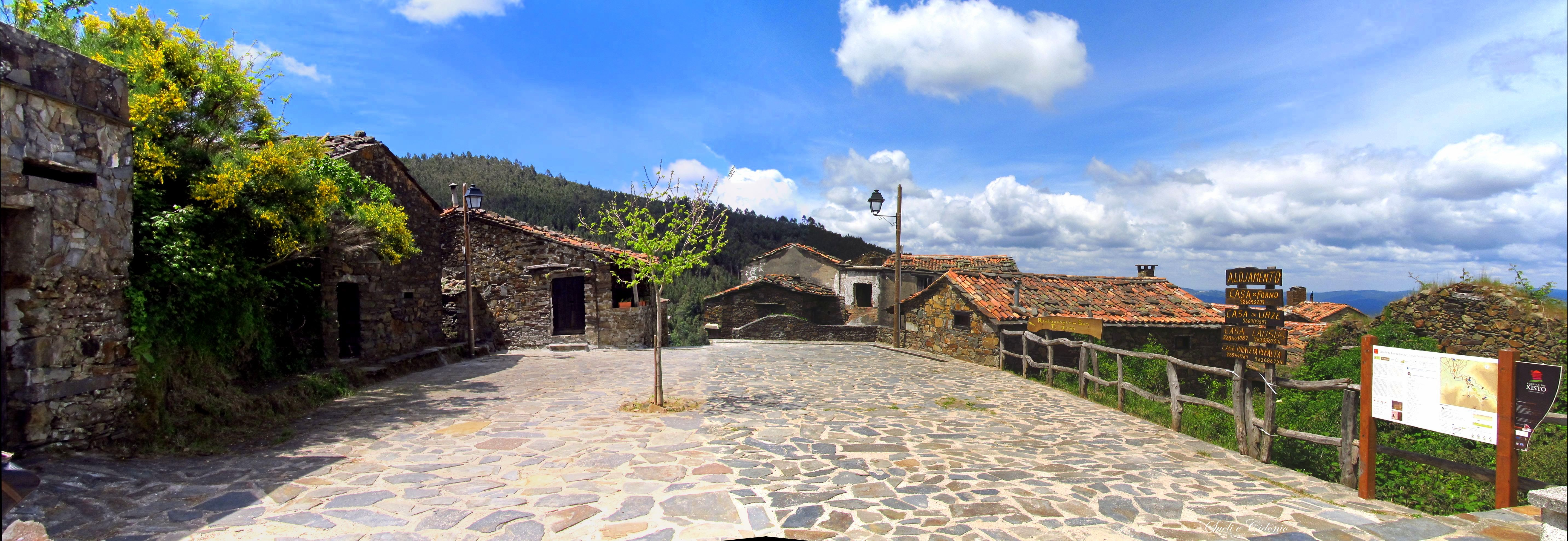
A aldeia do Talasnal.

As Aldeias do Xisto, integradas no Programa das Aldeias do Xisto é projecto posto em prática a partir do ano de 2001 pela Comissão de Coordenação e Desenvolvimento Regional do Centro (CCDRC), usando fundos comunitários através do Programa Operacional da Região Centro (Medida II.6, componente FEDER).
Na sua fase inicial foram seleccionadas 24 candidaturas correspondentes a um igual número de aldeias de 14 concelhos da Região do Centro (Pinhal Interior Norte e Pinhal Interior Sul). Neste momento fazem parte 27 aldeias de 16 concelhos.

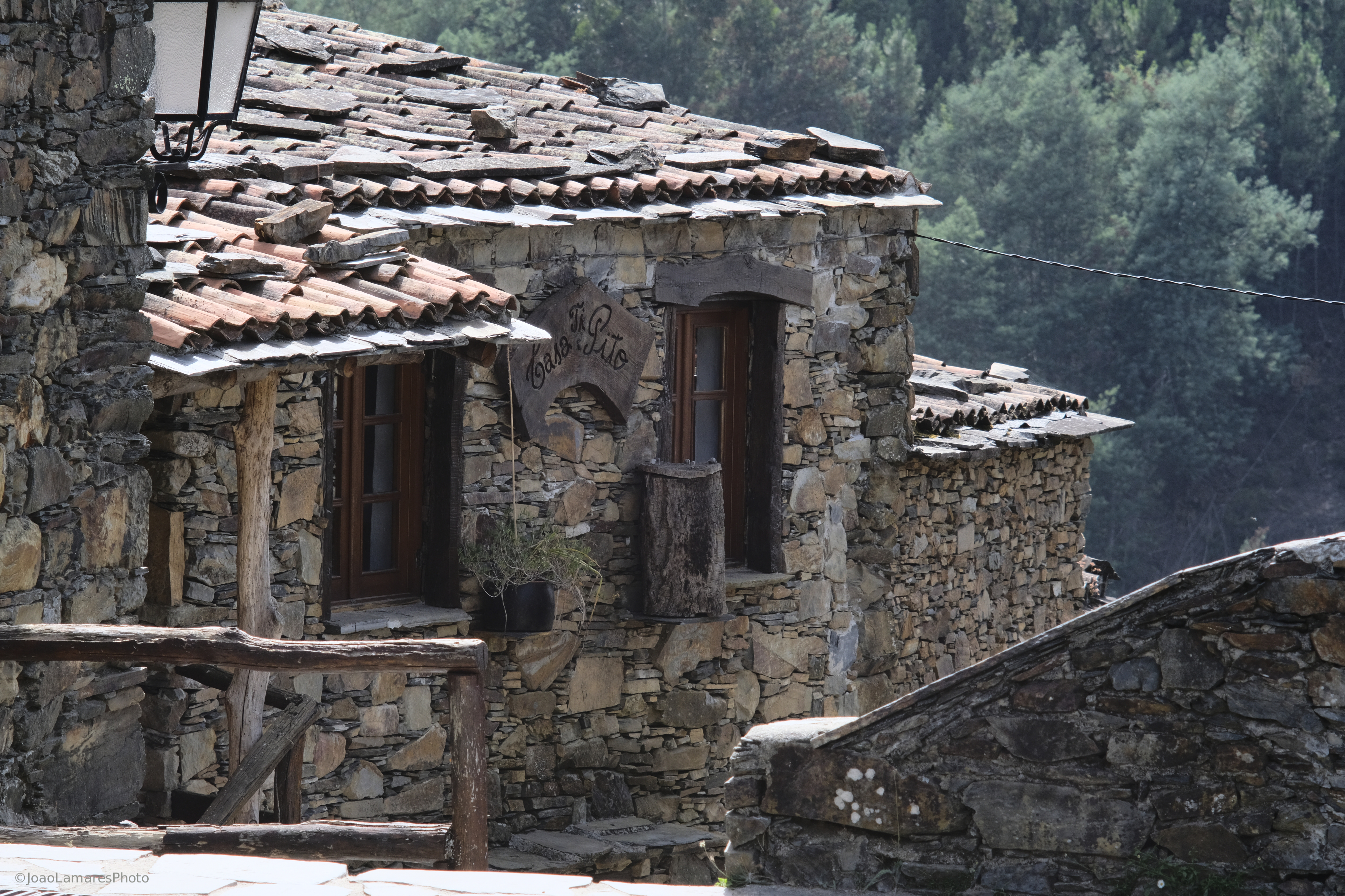
Entrada na Aldeia do Talasnal

Nesse conjunto de 27 aldeias distribuídas por 16 concelhos cujas construções são feitas de xisto., situadas em 4 regiões principais; a Serra da Lousã, a Serra do Açor, o Zêzere e o Tejo-Ocreza, a maioria das aldeias encontra-se na Serra da Lousã sendo elas 12, seguidas de 6 da zona do Zêzere, 5 da região da Serra do Açor e 4 no Tejo-Ocreza.

## Objectivos

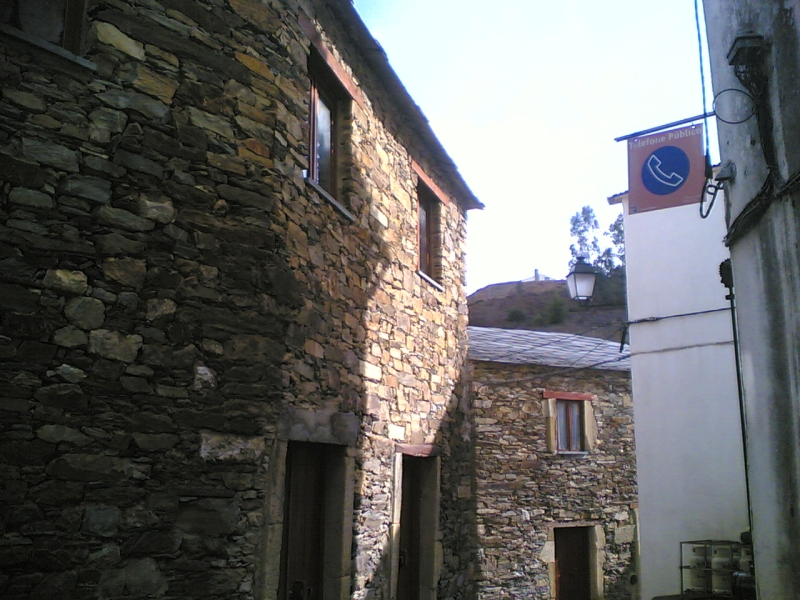
Fajão, Pampilhosa da Serra

A Rede das Aldeias do Xisto é essencialmente um projecto de desenvolvimento sustentável, liderado pela ADXTUR (Agência para o Desenvolvimento Turístico das Aldeias do Xisto), desenvolvido em colaboração entre vários municípios (16) e entidades privadas, visando a promoção turística desta zona, criando riqueza através da oferta de serviços turísticos em conjugação com a preservação da cultura e paisagens, a dinamização das artes e dos ofícios tradicionais, do património e dos produtos locais característicos das aldeias que integram a rede.

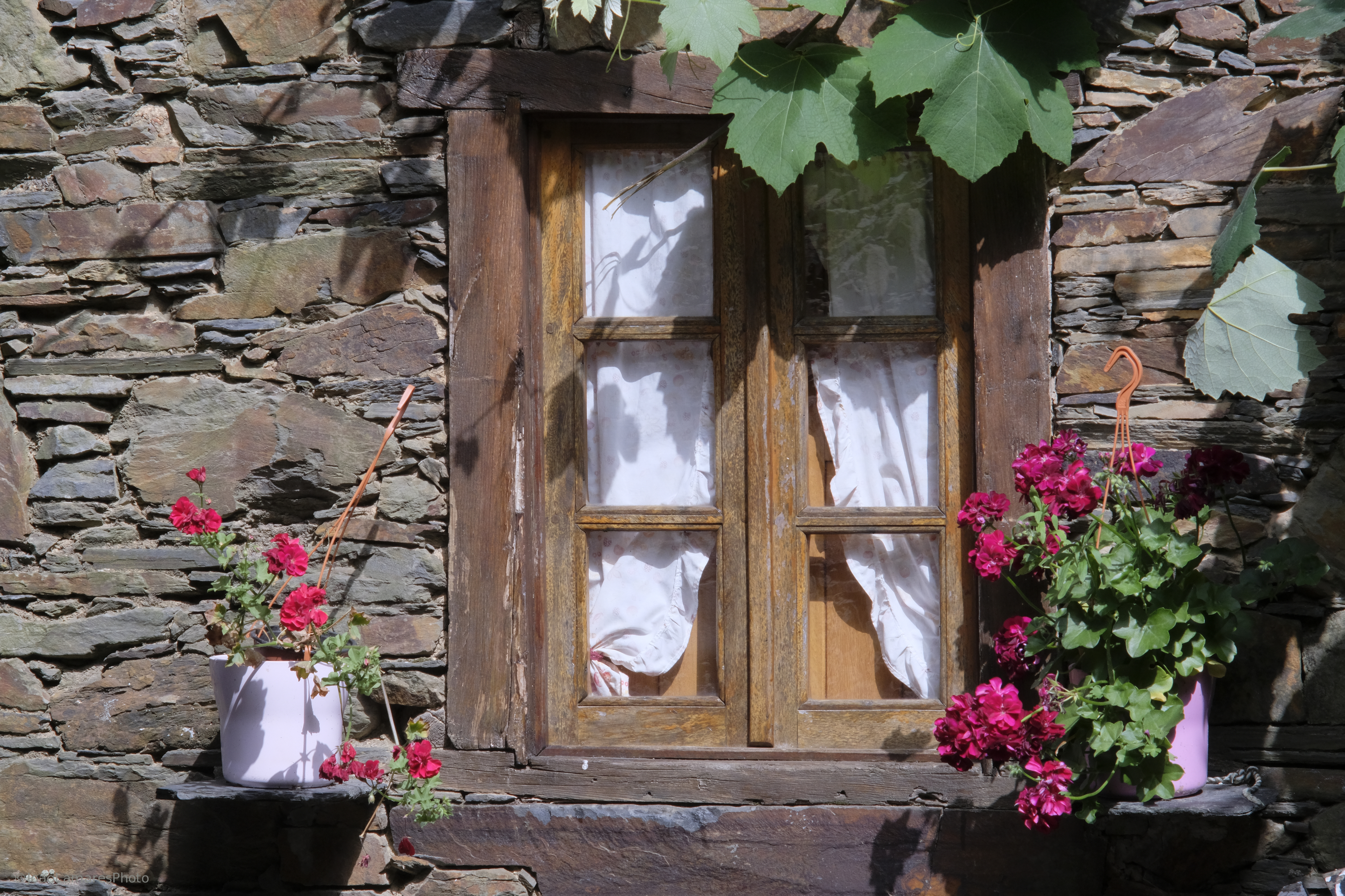
Talasnal, Janela decorada com flores.

A Rede de Aldeias do Xisto é um projecto de características exclusivas ligadas ao património cultural, social e arquitetónico patente na região, o que proporciona uma oferta a diversos níveis: hotelaria tradicional, gastronomia, cultura, natureza, actividades radicais, animação, religião, artesanato, entre outras.

## História
Há rastos de presença humana no território das Aldeias do Xisto desde a época pré-histórica, prova disso são o descobrimento de artefactos datados da Idade do Bronze e as pinturas rupestres localizadas na aldeia de Barroca à beira do rio Zêzere. 
Ao igual que noutras partes da Península Ibérica; os romanos, os bárbaros e os mouros deixaram vestígios da sua presença, por exemplo na topografia e arquitetura.
Apenas na era medieval é que as gentes se fixaram nas terras serranas. Algumas aldeias surgiram por ação das ordens religiosas, outras pelas atividades pastoris, pelo comércio e ainda Sarzedas fundada por decreto régio.
A partir da metade do século XX os moradores foram migrando para as cidades e vilas e as aldeias foram pouco a pouco ficando desertas. Recentemente está a experimentar-se um processo de reconstrução e repovoamento. Nos últimos anos as aldeias estão a presenciar o auge do BTT e as competições que se realizam no seu território.

## As aldeias
| - No concelho de Arganil: - Benfeita - Vila Cova de Alva - No concelho de Castelo Branco: - Martim Branco - Sarzedas - No concelho da Covilhã: - Sobral de São Miguel - No concelho de Figueiró dos Vinhos: - Casal de São Simão - No concelho do Fundão: - Barroca - Janeiro de Cima | - No concelho de Góis: - Aigra Nova - Aigra Velha - Comareira - Pena - No concelho da Lousã: - Candal - Casal Novo - Cerdeira - Chiqueiro - Talasnal - No concelho de Miranda do Corvo: - Gondramaz - No concelho de Oleiros: - Álvaro | - No concelho de Oliveira do Hospital: - Aldeia das Dez - No concelho da Pampilhosa da Serra: - Fajão - Janeiro de Baixo - No concelho de Pedrógão Grande: - Mosteiro - No concelho de Penela: - Ferraria de São João - No concelho de Proença-a-Nova: - Figueira - No concelho da Sertã: - Pedrógão Pequeno - No concelho de Vila de Rei: - Água Formosa |